# Franciszek Rybka
Franciszek Rybka pseud.: Kula (ur. 7 czerwca 1918 w Libuszy, zm. 13 czerwca 1986 na Majorce) – kapitan piechoty Wojska Polskiego, Polskich Sił Zbrojnych na Zachodzie i Armii Krajowej, cichociemny.

## Życiorys
Po ukończeniu gimnazjum i uzyskaniu matury w 1937 roku kontynuował naukę w Szkole Podchorążych Piechoty w Komorowie koło Ostrowi Mazowieckiej, którą ukończył w 1939 roku.
We wrześniu 1939 roku służył w Ośrodku Zapasowym 5 Dywizji Piechoty. Uczestniczył w obronie Lwowa. 11 listopada przekroczył granicę polsko-węgierską. Był internowany na Węgrzech. W styczniu 1940 roku dotarł do Francji, gdzie został przydzielony do Samodzielnej Brygady Strzelców Podhalańskich. W kampanii norweskiej dowodził II plutonem 3 kompanii III batalionu tej brygady. Za osobiste męstwo w czasie bitwy o Narwik został odznaczony Krzyżem Walecznych. Uczestniczył również w kampanii francuskiej. W czerwcu 1940 roku przedostał się do Wielkiej Brytanii, gdzie służył w 3 kompanii 1 Batalionu 1 Brygady Strzelców.

## Cichociemny
Zgłosił się do służby w kraju. W 1941 roku został przeszkolony ze specjalnością w dywersji, zaprzysiężony 19 stycznia 1942 roku na rotę Armii Krajowej, przydzielony do Oddziału VI (Specjalnego) Sztabu Naczelnego Wodza. 
W nocy z 1 na 2 września 1942 roku został zrzucony do kraju w operacji lotniczej „Chickenpox” dowodzonej przez por. naw. Radomira Walczaka, z samolotu Halifax W-7775 „R” (138 dywizjon RAF), na placówkę odbiorczą „Igła” na skraju Puszczy Kampinoskiej, w rejonie miejscowości Mariew, 18 km na zachód od centrum Warszawy. Razem z nim skoczyli: por. Bolesław Jabłoński ps. Kalia, por. Władysław Kochański ps. Bomba, por. Stanisław Winter ps. Stanley, por. Jan Woźniak ps. Kwaśny.
Po aklimatyzacji dostał w październiku przydział do Okręgu Nowogródek AK, a od stycznia 1943 roku – na stanowisko zastępcy komendanta Ośrodka Stołpce Obwodu Baranowicze AK. Od 13 stycznia 1944 roku był komendantem tego ośrodka. W kwietniu 1944 roku objął stanowisko zastępcy dowódcy Zgrupowania Stołpeckiego, które przedarło się do Puszczy Kampinoskiej. 1 sierpnia został wysłany do Warszawy, gdzie na Ochocie zaskoczyło go powstanie. 12 sierpnia wyszedł z ludnością cywilną do obozu w Pruszkowie, skąd zbiegł do Milanówka. W grudniu został przerzucony do Oddziału Partyzanckiego „Doliny”, z którym walczył na Kielecczyźnie i w Opoczyńskiem do rozwiązania AK.
W połowie 1945 roku przedostał się do Wielkiej Brytanii, gdzie osiadł w Londynie. Pracował jako zegarmistrz. Był współzałożycielem oraz sekretarzem Koła Cichociemnych-Spadochroniarzy AK.

## Awanse
- podporucznik – 1939
- porucznik – 1 września 1942 roku
- kapitan – 1945.

## Odznaczenia
- Krzyż Srebrny Orderu Virtuti Militari nr 13346
- Krzyż Walecznych – dwukrotnie, pierwszy raz za osobiste męstwo w czasie bitwy o Narwik, drugi raz 1 maja 1944 roku za rolę w walkach Zgrupowania Stołpeckiego
- Medal Wojska
- Krzyż Armii Krajowej
- King’s Medal for Courage in the Cause of Freedom (Wielka Brytania).

## Życie rodzinne
Był synem Wojciecha i Marianny z domu Fik. Ożenił się po wojnie w Londynie z Irminą Bartnicką, z którą miał dwóch synów: Wojciecha (ur. w 1959 roku) i Andrzeja (ur. w 1962 roku).
Zmarł podczas urlopu na Majorce. Został pochowany na cmentarzu w North Sheen w Londynie. Lokalizacja grobu - 16G 362.